# Kバレエカンパニー
Kバレエ トウキョウ（英: K-BALLET  TOKYO） は、バレエダンサーの熊川哲也が主宰・芸術監督を務める、東京都文京区に本拠地を置くバレエ団。1999年創立。名誉総裁はアンソニー・ダウエル。
フレデリック・アシュトンやジョージ・バランシン、ローラン・プティの振付作品や、熊川自身の新演出による古典バレエ、オリジナルの振付作品などを中心に公演を行っている。所属するダンサーは約80名、年間の総公演数は約50回。

## 沿革
1996年、熊川が当時所属していた英国ロイヤル・バレエ団の夏期休暇中に、"Made in London" と称するバレエ公演を日本でおこなったのを発端とする。シーズン休暇中、当時の同僚10名と共に新作と古典の小品を交えた舞台を上演した。この企画は1998年まで毎夏続けられた。
1998年9月、熊川がロイヤル・バレエ団からの退団を発表。程なくして、同じく熊川の同僚であった5人の男性舞踊手も退団。翌1999年1月、熊川が旗振り役となり、6人を基幹とする新たなバレエ団「Kバレエ カンパニー」の結成が発表された。
結成時のメンバーは、熊川と上記5人のほか、オーディションで選ばれた日本人女性のコール・ド・バレエ、客演者として現役のロイヤルの女性プリンシパルと第一ソリスト数名で、総勢26名だった。イギリス在住者が中心のため拠点をロンドンに置き、民放のTBSテレビが日本に招聘するという形でビジネスパートナーとして提携。欧州での公演も行い、日本は巡演の一部と位置づけられていた。初年度は外部の振付家に委嘱して作ったコンテンポラリー作品や古典の楽曲による新振付の小品を出し物とし、日本国内では春・冬の2度の巡演でそれぞれ約20日間の公演をおこなった。
2001年11月、谷桃子バレエ団の協力を得て、全幕物 『ジゼル』 を上演した。以後、古典の全幕物を熊川が再振付・再演出し、毎年1作の割合でレパートリーに加えられていく。近年では完全オリジナルの新作グランドバレエも発表している。2002年9月、本拠地を文京区小石川に移し、名実ともに日本のバレエ団となった。
TBSテレビとはビジネスパートナーを継続し、1シーズンごとに2度の国内ツアー、季節ごとの短期公演など、旗揚げ公演以来コンスタントに興行を成功させている。2004年と2006年には『白鳥の湖』『くるみ割り人形』『ドン・キホーテ』の舞台成果に対して朝日舞台芸術賞を受賞。また、2004年にはニューヨークのメトロポリタン歌劇場で開催されたリンカーン・センター・フェスティバル「アシュトン記念公演」に招聘されている。2012年には熊川がBunkamuraオーチャードホールの芸術監督に就任し、『シンデレラ』『ラ・バヤデール』『カルメン』の新作を発表。2017年には完全オリジナルの全幕作品『クレオパトラ』を世界初演した。2018年、熊川の『クレオパトラ』の演出・振付における長年の功績が評価され、第59回毎日芸術賞特別賞を受賞。同年、株式会社東急文化村とフランチャイズ契約を締結した。
2013年には、次世代のダンサー育成を目的としたジュニアカンパニー「K-BALLET YOUTH」を設立。プロフェッショナルと同じ環境を提供し、全幕作品を上演する機会を設けている。2015年には熊川の人材育成への貢献が評価され、第24回モンブラン国際文化賞を受賞。また、2015年からプロフェッショナルダンサーへの登竜門として知られるスイスのローザンヌ国際バレエコンクールのオフィシャル・パートナー・カンパニーとなっている。

## 特徴
株式会社TBSテレビが興行を担当し、「芸術面で妥協をしないバレエを実現すること」を創立時からの理念としている。シアター・オーケストラ・トーキョーを保有し、日本で唯一オーケストラを持つバレエ団である。
また、日本で唯一の株式会社が運営するバレエカンパニーとして知られている。
団員は6階級にクラス分けされ、上から4階級までは正規社員または契約社員、以下は実績に応じた歩合給となる。正規社員には社会保険、厚生年金を保障するなど欧米並みの待遇をする方針を採っており、ダンサーにチケット販売の義務を課さず、トウシューズ代も支給している。シーズンごとの契約制のため人員の入れ替えがある。芸術監督補佐やバレエ・ミストレスといった要職にロイヤル・バレエ団の出身者が目立つ。創立以来さまざまな国籍のメンバーを擁しているが、2004年頃から日本人バレエダンサーを中心に起用し、日本のバレエカンパニーとしてプロフェッショナルの地位を築いている。
設立発表以前は「インディペンダンサーズ」というカンパニー名に決定していた。しかし、発表当日にイタリアに「インディペンダンス」という名前のグループがあることを知り「Kバレエカンパニー」に急遽変更したと言われている。

## 演目
海外の著名作品、古典の全幕物の改訂・新演出、完全新作の3種類に分けられる。
新作は前述のとおり1999年までに外部の振付家に委嘱して作ったもののほか、2003年以降に熊川自身が振付けたものがある。熊川の作品は物語のない抽象作品や古典全幕作品の改訂や完全新制作がある。以下に代表的なものを記す。
小品
- ラプソディ（F・アシュトン）
- シンフォニック・ヴァリエーション（F・アシュトン）
- 二羽の鳩（F・アシュトン）
- バレエ　ピーターラビット™️と仲間たち（F・アシュトン）
- 真夏の夜の夢（F・アシュトン）
- レ・パティヌール（F・アシュトン）
- セレナーデ（G・バランシン）
- シンフォニー・イン・C（G・バランシン）
- 放蕩息子（G・バランシン）
- カルメン（R・プティ）
- ボレロ（R・プティ）
- 若者と死（R・プティ）
- アルルの女（R・プティ）
- プロムナード・センチメンタル（L・スカーレット）
- 三人姉妹（K・マクミラン）
- パッシング・ボイス（熊川）
- ウォルフガング（熊川）
- ベートーヴェン第九（熊川）
- シンプル・シンフォニー（熊川）
- パッションフルーツ（熊川/渡辺）
- カルミナ・ブラーナ（熊川）
- 死霊の恋（熊川）

全幕バレエ（熊川版）
- ジゼル
- 眠れる森の美女
- 白鳥の湖
- コッペリア
- ドン・キホーテ
- くるみ割り人形
- 海賊
- ロミオとジュリエット
- シンデレラ
- ラ・バヤデール
- カルメン
- クレオパトラ：完全オリジナル
- マダム・バタフライ：蝶々夫人
- クラリモンド〜死霊の恋〜：死霊の恋

## スタッフ
以下は2025年4月現在。
- 熊川哲也：芸術監督
- 浅川紫織：副芸術監督
- 井田勝大：音楽監督
- 西野隼人：リハーサル・ディレクター
- 前田真由子：バレエ・ミストレス
- 山田蘭：バレエ・ミストレス
- 奥山真之介：バレエ・マスター

## 主なダンサー
ダンサーの階級名は「プリンシパル」「プリンシパルソリスト」「ファーストソリスト」「ソリスト」「ファーストアーティスト」「アーティスト」と位置づけている。以下は2025年4月現在。
| プリンシパル - 浅川紫織 - 飯島望未 - 石橋奨也 - 岩井優花 - 日髙世菜 - 堀内將平 - 山本雅也 | プリンシパルソリスト - 栗山廉 - 小林美奈 - 杉野慧 | ファーストソリスト - 浅野真由香 - 戸田梨紗子 - 吉田周平 | ソリスト - 大久保沙耶 - 栗原柊 - 佐伯美帆 - 田中大智 - 塚田真夕 - 辻久美子 - 辻梨花 - 弟子丸智絵 - 長尾美音 - 本田祥平 |

名誉プリンシパル
- 荒井祐子
- 中村祥子
- スチュアート・キャシディ
- 遅沢佑介

ゲストアーティスト
- 伊坂文月

- 宮尾俊太郎